# Death Note (serie televisiva)
Death Note (デスノート?, Desu Nōto) è un dorama stagionale estivo, prodotto e trasmesso da Nippon Television nel 2015. Basato sull'omonimo manga di Tsugumi Ōba e Takeshi Obata, riprende le vicende dello studente Light Yagami il quale, rinvenuto un "quaderno della morte" (il cosiddetto Death Note), lo utilizza per liberare il mondo dai criminali.
La serie è stata diretta da Ryūichi Inomata, già regista del dorama Kaseifu no Mita nel 2011, e da Ryō Nishimura, conosciuto per la versione speciale del 2014 del dorama tratto da Kamen Teacher. La serie ha visto Masataka Kubota nelle vesti di Light/Kira, Kento Yamazaki in quelle di Elle, Mio Yūki nei panni di Near/Mello e Hinako Sano in quelli di Misa Amane.

## Trama
Il giovane Light è uno studente universitario. Un giorno riceve casualmente un cosiddetto "quaderno della morte", questo cambierà di colpo la sua intera vita. L'utilizzo del quaderno fa nascere in Light un senso tanto distorto quanto estremo della giustizia: si trasforma così in Kira, l'assassino che condanna tutti i criminali alla pena capitale.
Elle è un precoce e geniale investigatore privato, fa la sua conoscenza con Light e considera Kira una delle rappresentazioni del male; decide pertanto di mettere in gioco tutto se stesso nel tentativo di catturarlo.